# Samuel P. Huntington
Samuel Phillips Huntington, född 18 april 1927 i New York, död 24 december 2008 på Martha's Vineyard i Massachusetts, var en amerikansk statsvetare, under många år innehavare av Albert J. Weatherhead III:s professur vid Harvard University.

## Biografi
Huntington studerade vid Yale University, genomförde sin värnplikt i USA:s armé, och tog sedan en doktorsexamen (Ph.D.) vid Harvard 1951, men anställd vid statsvetenskapliga institutionen vid Harvard redan 1950. 1959–1962 var Huntington verksam vid Columbia University.
Huntington slog igenom som känd statsvetare under 1960-talet som författare till boken Political Order in Changing Societies, där han utmanade den konventionella synen på modernisering och sociala framsteg som faktorer som skulle frambringa demokrati i tredje världen. Han var i perioder policyrådgivare till den amerikanska regeringen.
I boken The Third Wave: Democratization in the Late Twentieth Century (1991) beskrev han Nejlikerevolutionen 1974 i Portugal som starten på en tredje våg av demokratisering, efter de västliga demokratierna (första vågen, 1828–1926) och avkolonialiseringen efter andra världskriget (andra vågen). Den tredje vågen skulle kunna innefatta omvälvningen i Östeuropa efter Berlinmurens fall och avskaffandet av apartheid i Sydafrika, även om de inte var fullt genomförda när boken skrevs.
Mest känd är Huntington för boken The Clash of Civilizations and the Remaking of World Order (1996), som i svensk översättning har titeln Civilisationernas kamp: mot en ny världsordning.

### Civilisationernas kamp
Francis Fukuyama gav 1992 ut den uppmärksammade boken The End of History and the Last Man (samma år utgiven i svensk översättning som Historiens slut och den sista människan) där han hävdade tesen att historien var slut i och med de västerländska liberala demokratiernas seger över kommunismen i samband med Sovjetunionens kollaps och kalla krigets slut. Som en motreaktion skrev Huntington 1993 en artikel i Foreign Affairs med titeln The Clash of Civilizations? Artikeln utökades senare till boken The Clash of Civilizations and the Remaking of World Order som utgavs 1996 (ny utgåva 2002), och som i svensk översättning (utgiven 2006) fick titeln Civilisationernas kamp: mot en ny världsordning. Boken blev mycket uppmärksammad, diskuterad och i många fall kritiserad.
Huntingtons huvudtes i boken var att det faktum att endast en ideologi och ett ekonomiskt system tycktes stå till buds efter det kalla krigets slut, inte innebar något slut på historien eller storskaliga konflikter, utan endast att världen hade återförts till ett normaltillstånd av kamp mellan kulturer eller civilisationer. Således menade han att Fukuyama och andra liberaler missade framtida konfliktorsaker, och att de viktigaste byggstenarna i världspolitiken och det internationella systemet efter kalla kriget bestod av civilisationer snarare än stater. Han menade därför att konflikter under 2000-talet kommer att uppstå mellan dessa civilisationer snarare än mellan stater, och att världsreligionerna har en viktig roll att spela.

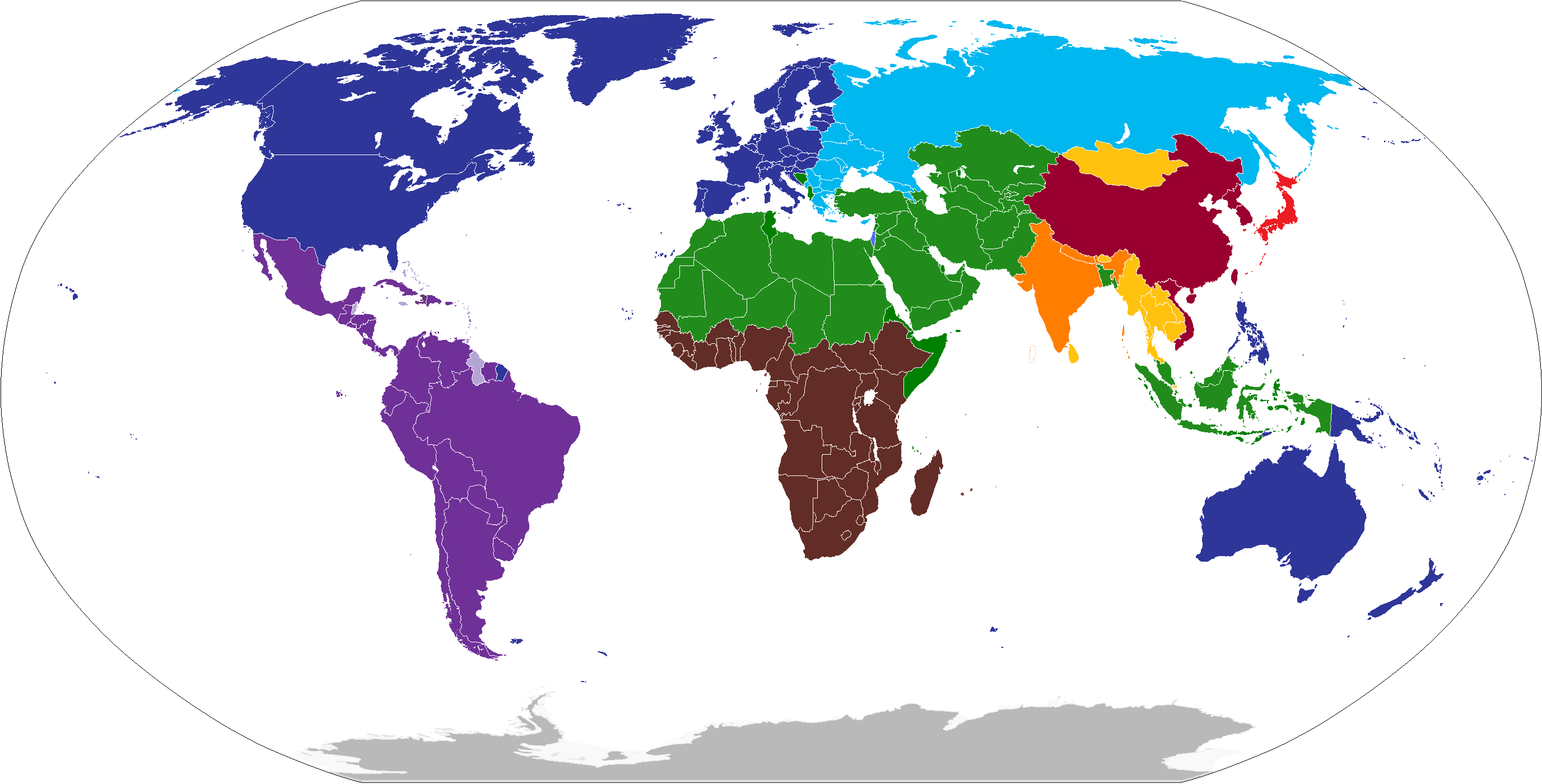
Samuel P. Huntingtons karta över större civilisationer. Det som utgör västvärlden är mörkblått.

Den definition av en civilisation som Huntington ger i sin bok är "den mest övergripande kulturella grupptillhörigheten och den mest allmänna nivån av kulturell identitet människor kan ha gemensamt".
Huntington identifierar sex till åtta större civilisationer:
- Västerlandet
- Den kinesisk-konfucianska
- Den japanska
- Den hinduiska
- Den östortodoxa
- Den muslimska
- Möjligen en latinamerikansk
- Möjligen en afrikansk

Han exemplifierar med kriget i forna Jugoslavien, samt konflikterna i Tjetjenien, Indien och Pakistan, som alla utspelades i gränsområden mellan olika civilisationer. Denna civilisationernas kamp menar Huntington är tydligast mellan den muslimska och icke-muslimska världen. Dock förutspår Huntington att den främsta ekonomiska och materiella utmaningen mot väst kommer från de asiatiska civilisationerna.
Enligt Huntington är det en produkt av västerländsk hybris att se hela världen som en enda modern civilisation. Han menar att det som ses som universalism i västvärlden snarare betraktas som imperialism i övriga civilisationers ögon. Huntington menade också att västvärlden – som möjligen stod på sin topp åren runt 1920 – inte kom att få en dominerande ställning genom överlägsna idéer, värderingar eller religion utan genom en överlägsenhet i förmåga till krigföring. Den västerländska civilisationen förlorar enligt Huntington i snabb takt terräng till övriga civilisationer, i och med att västs relativa ekonomiska och militära ställning successivt försämras. Då Huntington hävdar att kulturen följer makten, menar han att attraktiviteten i västs kultur, ideologi och samhällsinstitutioner för eliter i andra civilisationer minskar när väst inte längre är tydligt rikast och mäktigast. Istället bör man förvänta sig en glorifiering av de egna civilisationerna.
2007 publicerade Emmanuel Todd tillsammans med Youssef Courbage Le rendez-vous des civilisations ("Civilisationernas möte"), en direkt polemik mot Samuel P. Huntington, där de konstaterade utifrån demografiska fakta (främst alfabetisering och nativitet) att de muslimska samhällena visar tendenser mot att alltmer ta till sig moderna globala värderingar: terrorism är blott ett övergångsfenomen, liknande de uppslitande omvälvningar, som drabbade Europa under 1900-talet i form av fascism, stalinism och krig.

### Den amerikanska identiteten och invandringen
I boken Who Are We? The Challenges to America's National Identity (2004) problematiserade Huntington den vedertagna bilden av USA som ett mångkulturellt "invandrarland". Han menade att den amerikanska identiteten på ett helt avgörande vis präglats av den protestantiska anglosaxiska kultur som de tidigaste brittiska nybyggarna förde med sig – en kultur som efterkommande invandrare från Europa assimilerades in i. USA skulle enligt Huntington ha varit ett helt annat land om det istället varit spanjorer, fransmän eller portugisiska katoliker som dominerat koloniseringen av Nordamerika. I boken varnade Huntington för att den omfattande invandringen av latinamerikaner till USA riskerade att splittra landet, såväl språkligt som kulturellt.